# Mossautal
Mossautal est une municipalité allemande située dans le land de la Hesse et l'arrondissement de l'Odenwald.

## Personnalités liées à la ville
- Johann-Gottfried Bischoff (1871-1960), religieux né à Unter-Mossau.